# Casa de la Marquesa
Casa de la Marquesa és un monument del municipi del Pla de Santa Maria protegit com a bé cultural d'interès local.

## Descripció
L'estructura de l'edifici és de palau clàssic. Té planta baixa de serveis, planta primera noble i golfes. Són molt notables els esgrafiats de la façana principal, així com els balcons de pedra amb baranes de forja. La porta d'accés presenta un arc de mig punt rebaixat i suggereix un origen anterior al del conjunt. L'entrada d'ona a un ampli vestíbul des del qual es distribueixen els diversos àmbits interior. Dos esglaons condueixen a una porta de fusta noble amb escut nobiliari. Els embigats són de fusta. La coberta és plana, de teules.

## Història
La denominació de l'edifici ve donada pel títol nobiliari de la Marquesa de Vallgornera, que va habitar-hi. Els familiars de la marques i propietaris actuals de la casa pensen que probablement en el seu origen va pertànyer a la família Rovinat, la qual provenia de Ciutadells i s'instal·là al Pla en el segle xvi. El segle passat va haver-hi modificacions en els balcons.